# 인천관교초등학교
인천관교초등학교는 대한민국 인천광역시 미추홀구에 있는 공립 초등학교이다.

## 학교 연혁
- 1986년 2월 13일 인천관교초등학교 설립인가
- 1986년 3월 1일 초대 강승구 교장 취임
- 1986년 3월 5일 17학급 편성(1~4학년)
- 1986년 9월 1일 19학급 편성(4학년 2학급 증설)
- 1987년 3월 1일 22학급 편성(1~5학년)
- 1988년 7월 30일 3층 25개 교실 증축
- 1989년 8월 16일 10교실 증축
- 1990년 2월 16일 제1회 졸업
- 1990년 12월 5일 45학급 편성
- 1992년 3월 1일 제2대 김훈점 교장 취임
- 1992년 3월 2일 42학급 편성 (승학국민학교로 분리)
- 1992년 8월 31일 소편경계선 미담장 설치
- 1994년 12월 15일 교육인적자원부 교육활동 우수학교 수상
- 1994년 12월 31일 인천광역시교육청 보건환경 최우수교 수상
- 1996년 3월 1일 제3대 이규동 교장 취임
- 1997년 2월 17일 96학년도 경영실적 최우수교(교육감)
- 1998년 2월 9일 97학년도 경영실적 우수교(교육감)
- 1998년 9월 1일 제4대 신효균 교장 취임
- 2000년 3월 1일 제5대 박윤석 교장 취임
- 2001년 3월 1일 43학급 편성
- 2001년 4월 30일 12교실 신축완공
- 2001년 9월 1일 제6대 노경래 교장 취임
- 2001년 11월 19일 2001학년도 학교평가 우수교(교육과정)
- 2001년 12월 7일 2001학년도 향토애호교육 최우수학교 표창(교육감)
- 2002년 12월 18일 관교어린이 도서관(지헤의 샘터) 개관
- 2003년 10월 4일 관교어린이 과학관(창의의 샘터) 개관
- 2003년 12월 15일 2003학년도 도서교육 우수교(교육감)
- 2003년 12월 19일 2003학년도 과학교육 우수교(교육감)
- 2003년 12월 31일 2003학년도 학교평가 종합우수교(교육감)
- 2004년 2월 11일 2003학년도 창의성교육 우수교(교육감)
- 2004년 2월 12일 제15회 졸업식(남 2547, 여 2561, 총 5108)
- 2004년 12월 29일 2004학년도 교육정보화 우수교(교육감)
- 2005년 3월 1일 제7대 이광원 교장 취임
- 2005년 12월 17일 제16회 졸업식(남 2741명, 여 2705명 총 5108명)
- 2005년 12월 20일 전국 100대 교육과정 최우수교
- 2006년 6월 1일 관교어린이 정보관(정보의 샘터Ⅱ) 개관
- 2006년 6월 5일 제1회 남부교육혁신우수사례 발표대회 최우수
- 2007년 2월 15일 제18회 졸업식
- 2007년 6월 4일 인천광역시남부교육청 혁신우수사례 최우수 표창
- 2007년 7월 19일 인천광역시교육청 혁신우수사례 교육감 표창
- 2007년 9월 1일 제8대 이면호 교장 취임
- 2008년 1월 30일 엘리베이터 준공
- 2008년 2월 16일 제19회 졸업식
- 2008년 8월 25일 급식실 노후시설 교체
- 2008년 9월 10일 과학실 현대화 사업 완공
- 2008년 11월 21일 어학실 현대화 사업 완공
- 2008년 11월 28일 학교교육과정 우수학교 표창
- 2009년 2월 13일 제20회 졸업식
- 2009년 8월 30일 다목적 강당 준공
- 2009년 12월 8일 학교평가 우수학교 표창
- 2010년 2월 10일 제21회 졸업식
- 2010년 4월 1일 급식시설 현대화 사업 완료
- 2010년 9월 24일 본관 대수선 공사 완료
- 2010년 12월 22일 학생생활지도 특색사업 우수학교 표창
- 2010년 12월 30일 창의인성 교육활동 우수학교 표창
- 2011년 2월 19일 제22회 졸업식
- 2012년 2월 12일 제23회 졸업식
- 2012년 3월 1일 남부교육청지정 체험수학중시학교 운영
- 2012년 9월 1일 2012 남부교육지원청교육장배 학교스포츠클럽대회 축구 넷볼 등 5개 종목 우승
- 2013년 3월 1일 제9대 조만호 교장 취임
- 2013년 3월 1일 인천광역시지정 학교문화개선 연구학교 운영
- 2013년 9월 30일 출입통제소 설치
- 2013년 12월 30일 연구학교 우수 운영교 교육감 표창
- 2014년 2월 14일 제25회 졸업식
- 2014년 3월 1일 37학급 편성(특수1)
- 2014년 3월 1일 남부교육지원청 체험수학중심학교 운영
- 2014년 3월 1일 어울림 프로그램 모듈학교 운영
- 2014년 4월 29일 도서관 마루 공사
- 2014년 5월 12일 운동장 체육시설 설치
- 2014년 8월 20일 운동장 스탠드 차양막 설치
- 2014년 12월 19일 전국 진로교육 학교교육과정운영분과 실천사례 교육부장관상 수상
- 2014년 12월 30일 교육과정 운영 우수교 교육감 표창
- 2015년 2월 13일 제26회 졸업식

## 참고 자료
- 인천관교초등학교 - 한국교육학술정보원 학교알리미